# Top Gun (film)
Top Gun – amerykański film akcji z 1986 roku. Za reżyserię odpowiadał Tony Scott, a scenariusz napisali Jack Epps Jr. oraz Jim Cash, inspirując się artykułem zatytułowanym „Top Guns” autorstwa Ehuda Yonaya, opublikowanym w magazynie „California” trzy lata wcześniej. W roli głównej wystąpił Tom Cruise jako kapitan Pete „Maverick” Mitchell, a obok niego w filmie wystąpili także Kelly McGillis, Val Kilmer, Anthony Edwards oraz Tom Skerritt.
Młody pilot marynarki wojennej na pokładzie lotniskowca USS „Enterprise”, Pete „Maverick” Mitchell oraz jego oficer radiowy, porucznik Nick „Goose” Bradshaw, otrzymują szansę na szkolenie w programie Top Gun w Naval Air Station Miramar w San Diego w Kalifornii.
Top Gun miał swoją premierę 12 maja 1986 roku, a do kin w Stanach Zjednoczonych trafił 4 dni później i otrzymał mieszane recenzje krytyków. Cztery tygodnie po premierze, liczba kin pokazujących go wzrosła o 45 procent. Pomimo początkowych mieszanych reakcji krytyków, film okazał się wielkim komercyjnym sukcesem, zarabiając 357 milionów dolarów na całym świecie, przy budżecie produkcji wynoszącym 15 milionów dolarów. Top Gun był najlepiej zarabiającym filmem w Stanach Zjednoczonych w 1986 roku. Przez lata utrzymywał swoją popularność i w 2013 roku został wydany w formacie IMAX 3D. Dodatkowo muzyka do filmu stała się jedną z najpopularniejszych filmowych ścieżek dźwiękowych, uzyskując 9 razy platynowy certyfikat. Film zdobył Nagrodę Akademii Filmowej oraz Złoty Glob za piosenkę „Take My Breath Away” w wykonaniu zespołu Berlin. W 2015 roku Biblioteka Kongresu Stanów Zjednoczonych wybrała film do zachowania w National Film Registry, uznając go za „znaczący dla kultury i historii”. Sequel filmu, Top Gun: Maverick, miał swoją premierę 36 lat później – 29 kwietnia 2022 roku. Trzecia część jest w produkcji.

## Streszczenie fabuły
Pilot marynarki wojennej USA, kapitan Pete „Maverick” Mitchell i jego oficer radiowy, porucznik Nick „Goose” Bradshaw lecą myśliwcem F-14A Tomcat. Podczas przechwytywania dwóch wrogich samolotów MiG-28, Maverick bierze jednego na siebie, natomiast drugi skupia się na skrzydłowym Mavericka, Cougarze. Maverick odpędza go, ale Cougar jest tak wstrząśnięty, że Maverick odrzuca rozkaz lądowania i odprowadza go z powrotem do lotniskowca. Cougar rezygnuje ze służby, a Maverick i Goose zostają wysłani w jego miejsce do szkoły Top Gun w Naval Air Station Miramar.
Przed pierwszym dniem szkolenia, Maverick próbuje zbliżyć się do kobiety w barze. Następnego dnia dowiaduje się, że jest ona astrofizykiem i instruktorką w Top Gun i nazywa się Charlotte „Charlie” Blackwood. Zainteresowała się ona Maverickiem, gdy dowiedziała się o jego manewrze z MiG-28 i chciała uzyskać od niego związane z tym informacje, które pomogą jej w awansie. Podczas pierwszego treningu Maverick wygrywa z instruktorem, komandorem porucznikiem Rickiem „Jesterem” Heatherly, ale aby to zrobić, leci poniżej 10 000 stóp (3000 m), łamiąc zasady. Ponadto Maverick i Goose przelatują obok wieży kontrolnej. Zostają upomniani przez głównego instruktora, komandora porucznika Mike’a „Vipera” Metcalfa.
Jester zdradza Viperowi, że choć podziwia umiejętności Mavericka, nie jest pewien, czy zaufałby mu jako koledze w walce. Podczas zajęć, Charlie sprzeciwia się agresywnej taktyce Mavericka przeciwko MiG-28, ale prywatnie mówi mu, że podziwia jego latanie. Na kolejnym treningu, Maverick zostawia swojego skrzydłowego „Hollywood”, w celu ścigania Vipera. W rezultacie, najpierw Hollywood, a następnie Maverick są pokonani. Jester mówi Maverickowi, że jego lot jest doskonały, ale krytykuje go za opuszczenie skrzydłowego. Krytykuje go również inny uczeń Top Gun, kapitan Tom „Iceman” Kazansky.
Maverick i Iceman, czołowi pretendenci do wygrania trofeum Top Gun, ścigają samolot A-4 podczas kolejnego treningu. Ponieważ Iceman ma problemy z namierzeniem A-4, Maverick naciska na niego, by zerwał się i pozwolił mu zająć pozycję do strzału. Jednak F-14 Mavericka napotyka problemy i traci ciąg w obu silnikach, wpadając w niemożliwy do uratowania płaski korkociąg. Maverick i Goose się katapultują, ale Goose uderza głową w szybę kokpitu, przez co łamie kark i umiera, a Maverick zostaje zawieszony.
Komisja śledcza oczyszcza Mavericka z wszelkich zarzutów i zezwala na powrót do służby, ale pilot jest wstrząśnięty i przez poczucie winy rozważa odejście. Szuka porady u Vipera, który latał z ojcem Mavericka w czasach wojny wietnamskiej, w której ten zginął. Wbrew oficjalnym raportom obwiniającym Mitchella, Viper twierdzi, że zginął on bohatersko. Mówi mu, że może odnieść sukces, jeśli odzyska wiarę w siebie. Maverick decyduje się na ukończenie szkoły i wraca do Charlie, od której dowiaduje się, że awansowała. Następnie przyjeżdża do Top Gun, gdzie gratuluje Icemanowi, który zdobył trofeum Top Gun. Iceman, Hollywood i Maverick otrzymują natychmiastowe rozkazy wylotu na misję. Zostają wysłani do lotniskowca USS „Enterprise” w celu zapewnienia wsparcia lotniczego dla ratowania SS „Layton”, który zdryfował do wrogich wód.
Na pokładzie „Enterprise”, Iceman i Hollywood są przypisane do zapewnienia osłony powietrznej, a Maverick i kapitan Sam „Merlin” Wells mają być w gotowości. Iceman wyraża swoje obawy o stanie psychicznym Mavericka. Iceman i Hollywood toczą walkę powietrzną z dwoma MiGami, ale okazuje się, że jest ich sześć. Gdy Hollywood zostaje zestrzelony, Maverick otrzymuje zezwolenie na start. Wchodzi w korkociąg po napotkaniu kolejnego odrzutowca, ale odzyskuje sterowanie nad maszyną. Wstrząśnięty postanawia zrezygnować, ale jednak wraca i zestrzeliwuje trzy MiGi. Iceman niszczy czwartego, a pozostałe dwa MiGi wycofują się. Po triumfalnym powrocie na „Enterprise”, piloci dzielą się swoim nowo odkrytym szacunkiem do siebie. Maverick później wyrzuca pamiątkę od Goose’a za burtę.
Maverickowi zostaje zaproponowane nowe zadanie, jednak ten wybiera powrót do Top Gun jako instruktor. W barze w Miramar ponownie spotyka Charlie.

## Obsada
- Tom Cruise jako kpt. mar. pil. Pete „Maverick” Mitchell, pilot marynarki wojennej Stanów Zjednoczonych[7][8].
- Kelly McGillis jako dr Charlotte „Charlie” Blackwood, instruktorka Top Gun oraz ukochana Mavericka[9].
- Val Kilmer jako kpt. mar. pil. Tom „Iceman” Kazansky, jeden z uczniów Top Gun i główny rywal Mavericka[9].
- Anthony Edwards jako por. mar. Nick „Goose” Bradshaw, oficer radiowy Mavericka[9].
- Tom Skerritt jako kmdr por. pil. Mike „Viper” Metcalf, dowódca i instruktor Top Gun, weteran wojny wietnamskiej, który służył z ojcem Mavericka[10].

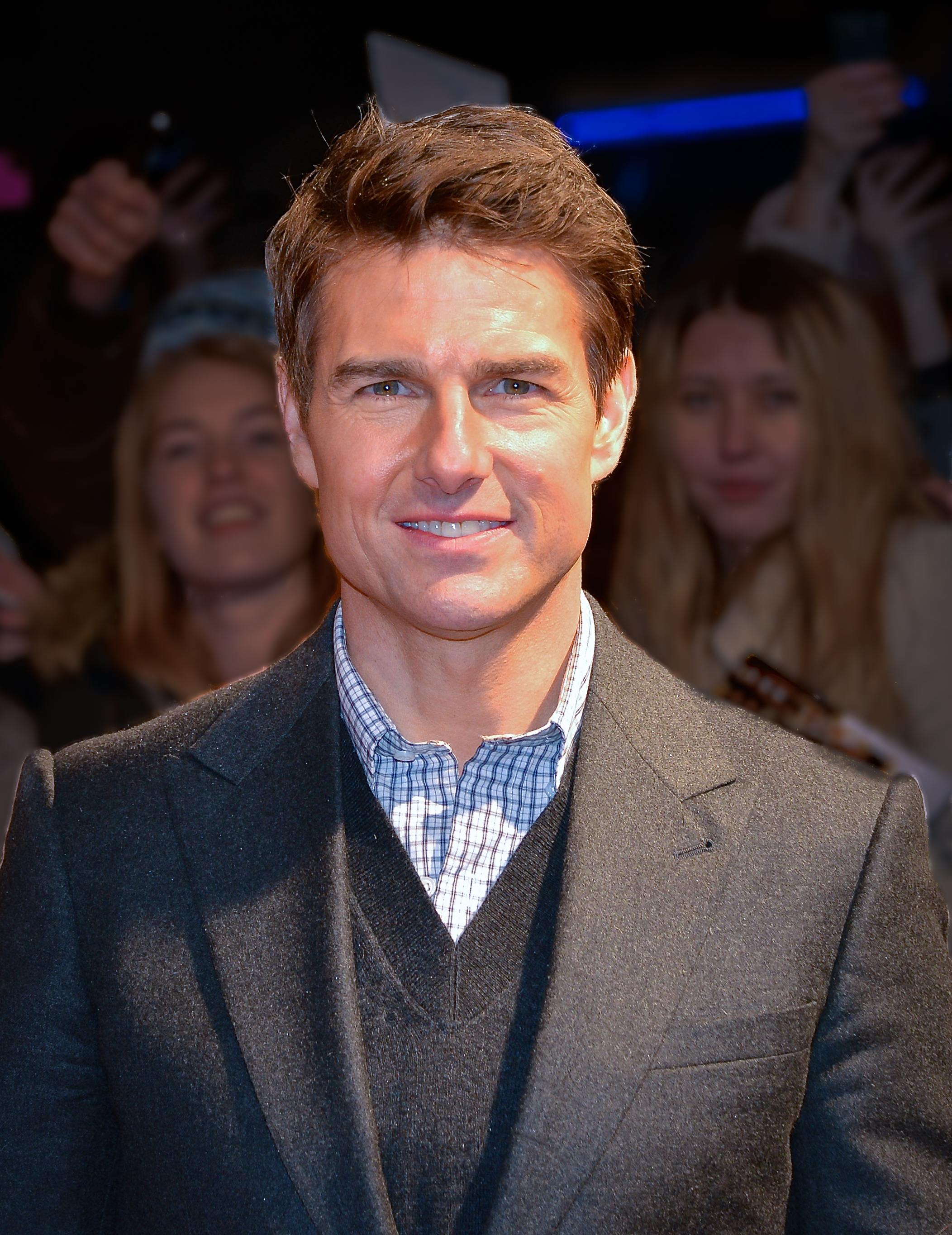
Tom Cruise (Pete „Maverick” Mitchell)
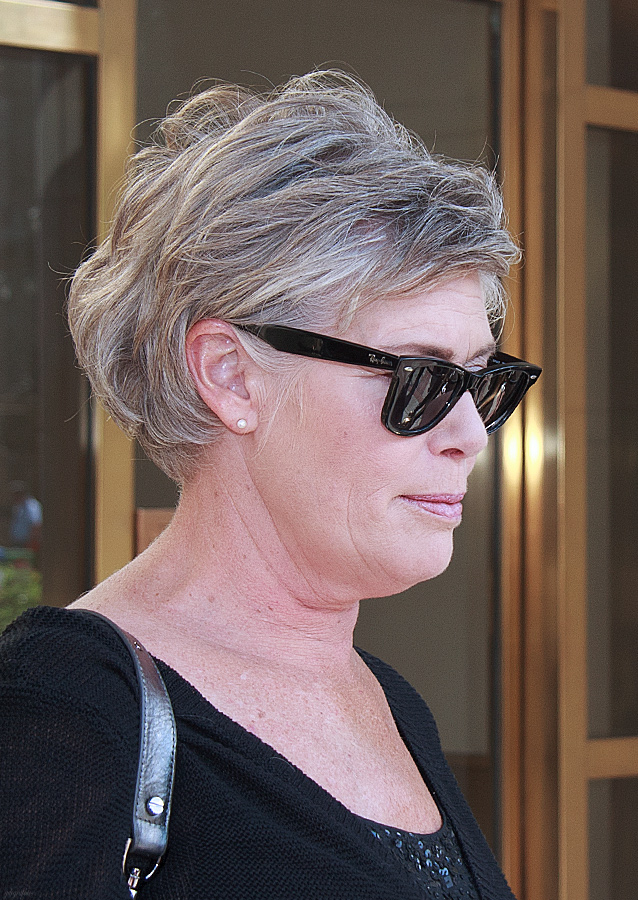
Kelly McGillis (Charlotte Blackwood)
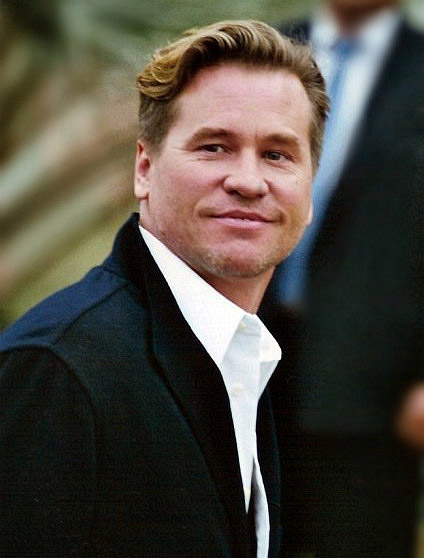
Val Kilmer (Tom „Iceman” Kazansky)
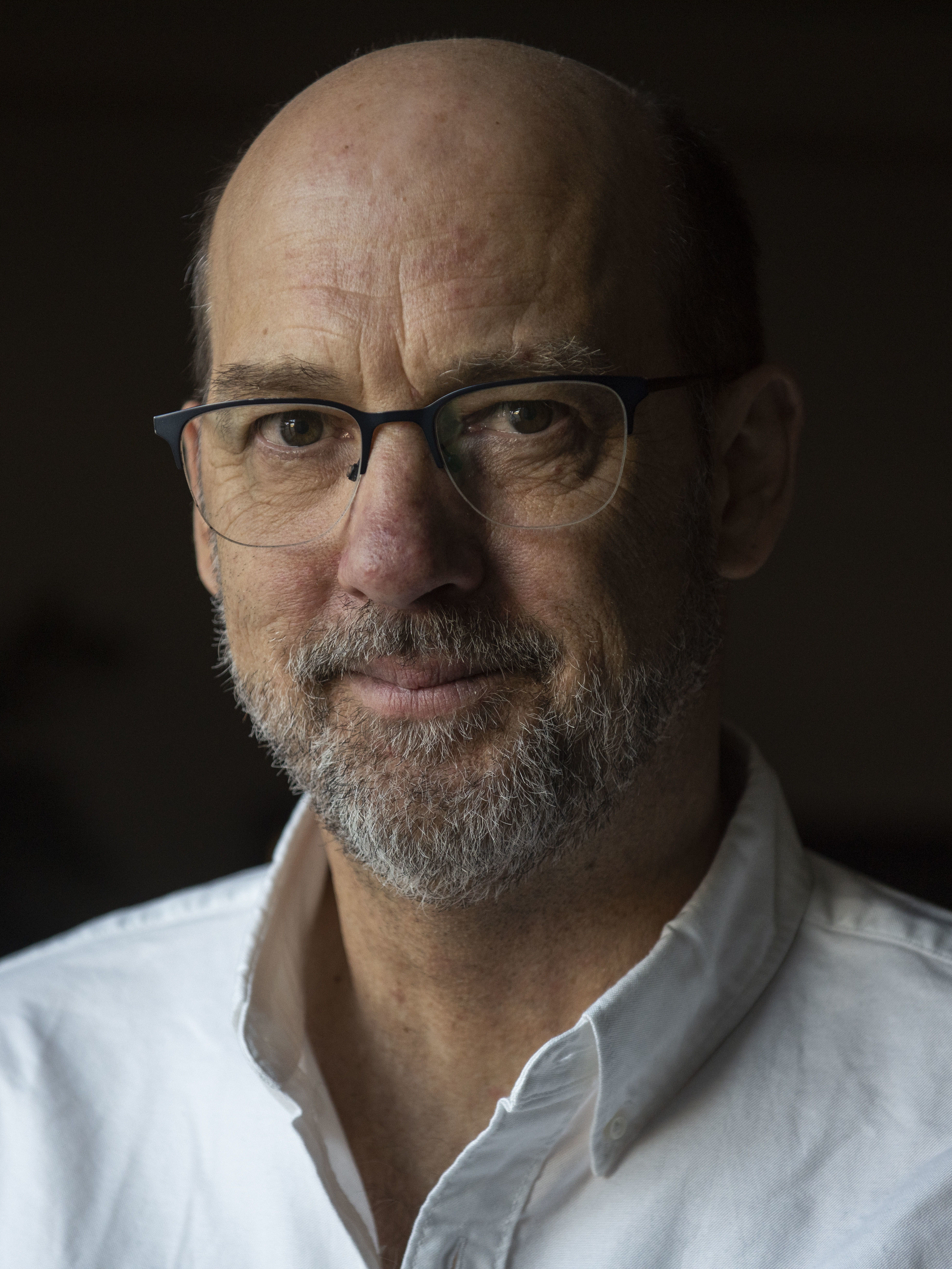
Anthony Edwards (Nick Bradshaw)
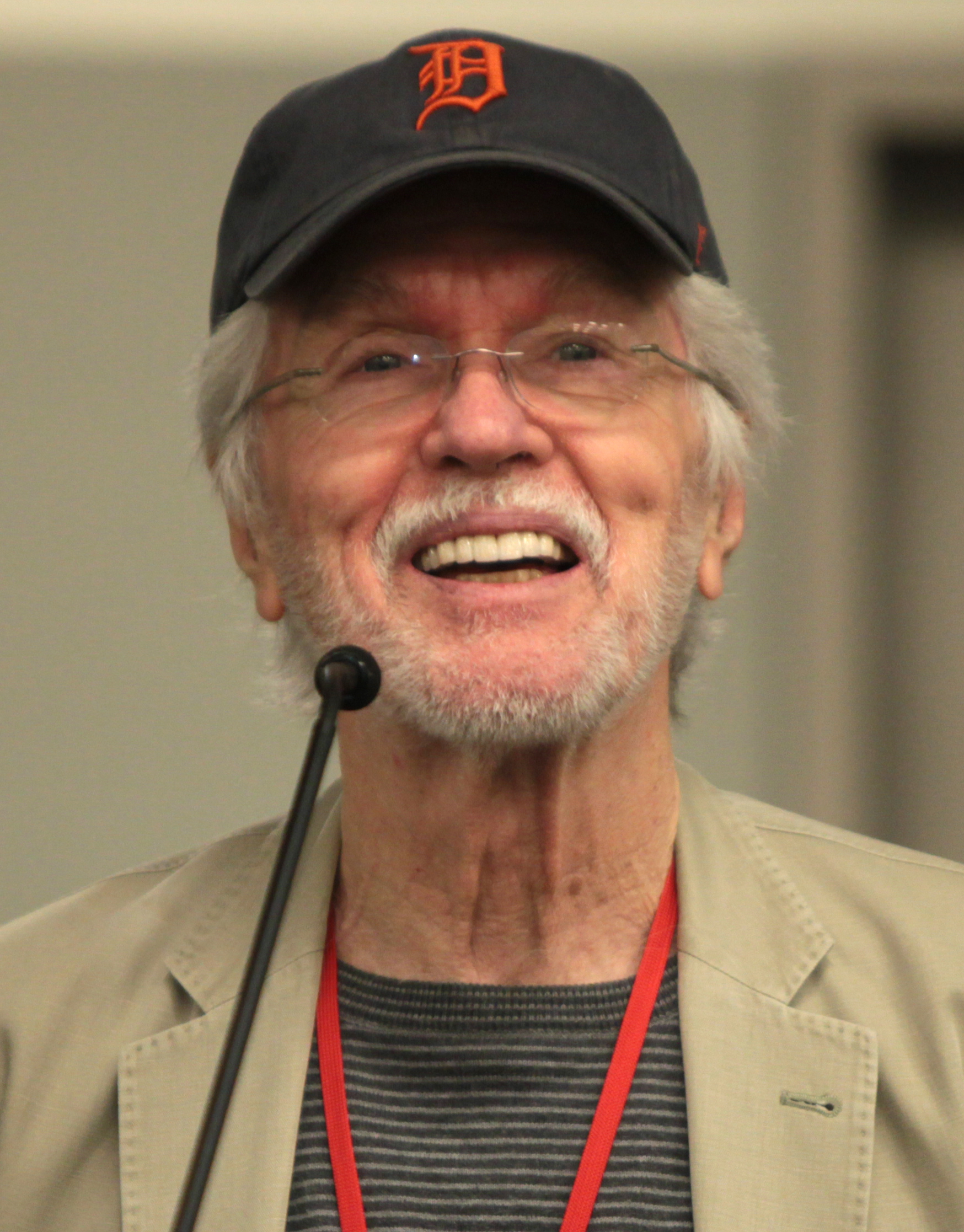
Tom Skerritt (Mike „Viper” Metcalf)

Ponadto w filmie wystąpili: Michael Ironside jako kmdr ppor. pil. Rick „Jester” Heatherly, pilot marynarki wojennej i instruktor Top Gun; John Stockwell jako kpt. mar. pil. Bill „Cougar” Cortell, były skrzydłowy Mavericka; Barry Tubb jako por. mar. Leonard „Wolfman” Wolfe, oficer radiowy Hollywood; Rick Rossovich jako por. mar. Ron „Slider” Kerner, oficer radiowy Icemana; Tim Robbins jako kpt. mar. pil. Sam „Merlin” Wells, oficer radiowy Cougara; Clarence Gilyard jako por. mar. Marcus „Sundown” Williams, oficer radiowy Chippera; Whip Hubley jako kpt. mar. pil. Rick „Hollywood” Neven, uczeń Top Gun; James Tolkan jako kmdr por. pil. Tom „Stinger” Jardian, dowódca lotniczej grupy nośnej USS „Enterprise”; Meg Ryan jako Carole Bradshaw, żona Goose’a; Adrian Pasdar jako kpt. mar. pil. Charles „Chipper” Piper, pilot marynarki wojennej i uczeń Top Gun oraz Aaron i Adam Weis jako Bradley Bradshaw, syn Goose’a i Carole.

## Produkcja

### Rozwój projektu

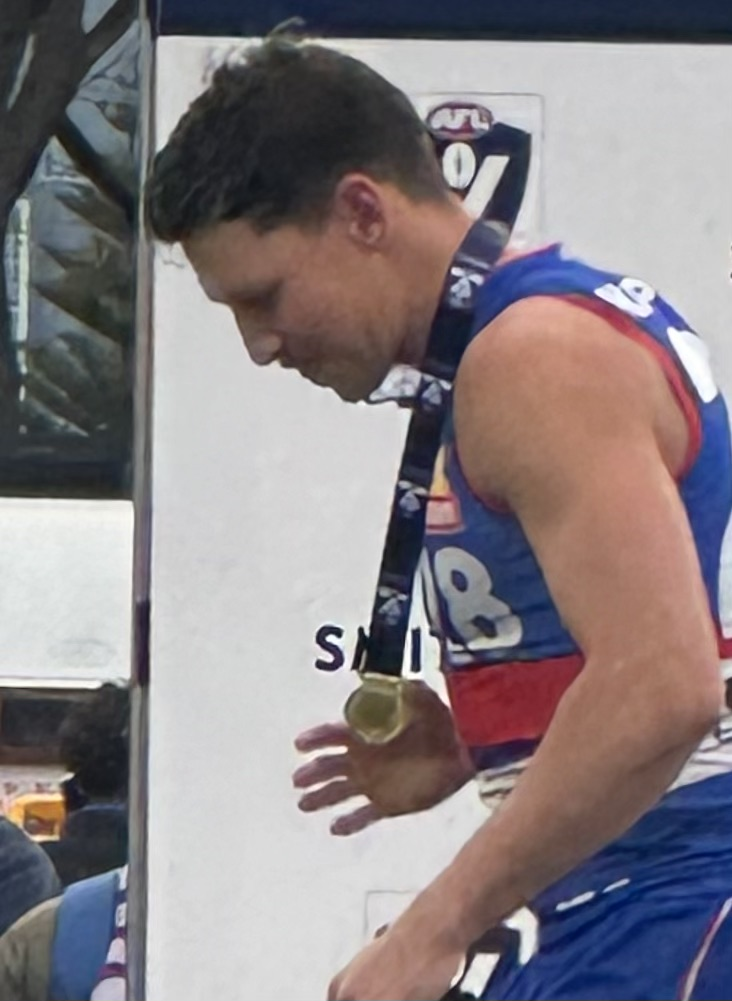
Tony Scott, reżyser filmu

Główną inspiracją dla filmu był artykuł „Top Guns” autorstwa Ehuda Yonaya, z majowego wydania magazynu „California” z 1983 roku. Artykuł opisywał życie pilotów myśliwców w Naval Air Station Miramar w San Diego. Do napisania wstępnego projektu scenariusza zatrudniono Jima Casha i Jacka Eppsa Jr. W celu odpowiedniego przygotowania się, scenarzyści uczestniczyli w kilku zajęciach Top Gun w Miramar oraz odbyli lot w myśliwcu F-14. Na stanowisko reżysera zatrudniono Tony’ego Scotta. Producentom zależało na pomocy US Navy przy produkcji filmu. Marynarka miała wpływ na ostateczną wersję scenariusza i dokonała kilku poprawek.

### Casting
Do roli Pete’a Mitchella brani byli pod uwagę m.in. John Travolta, Sean Penn, Tom Hanks i Matthew Modine, jednak ostatecznie przypadła ona Tomowi Cruise’owi. Do roli Charlie rozważano takie aktorki, jak Ally Sheedy, Jodie Foster, Diane Lane, Carrie Fisher, Linda Hamilton i Julianne Phillips, która miała nawet zaplanowane testowe sceny z Cruise’em. Postać Charlie była inspirowana matematyczką Christine Fox. Val Kilmer, wybrany do roli Icemana, początkowo nie chciał zagrać w filmie, gdyż uważał, że „scenariusz jest głupi”, a także nie lubił filmów „podżegających do wojny”. W rolę Mike’a „Vipera” Metcalfa wcielił się Tom Skerritt. W filmie w roli cameo pojawił się wiceadmirał Pete „Viper” Pettigrew, którym postać Skerritta była inspirowana.

### Zdjęcia i postprodukcja
Prace na planie rozpoczęły się 26 czerwca 1985 roku w Oceanside w Kalifornii. Sceny w samolotach kręcono w Miramar. Marynarka Wojenna udostępniła na potrzeby filmu kilka samolotów F-14, a studio Paramount musiało opłacić paliwo i inne koszty operacyjne. Ujęcia sekwencji lotniskowca pokazujące samoloty F-14 zostały nakręcone na pokładzie USS „Enterprise”. W celu nakręcenia sekwencji w domu Charlie, studio Paramount wynajęło The Graves House, zabytkowy domek w stylu wiktoriańskim w San Diego. Pilot akrobacyjny Art Scholl został zatrudniony do wykonania zdjęć podczas lotu. Podczas wykonywania jednego z manewrów wpadł w korkociąg, którego nie był w stanie opanować i rozbił się w Oceanie Spokojnym. W hołdzie dla niego film został mu zadedykowany. Zdjęcia główne zakończyły się pod koniec 1985 roku. Budżet produkcji wyniósł 15 milionów dolarów. Za zdjęcia odpowiadał Jeffrey Kimball, scenografią zajął się John DeCuir Jr., a kostiumy zaprojektowali Bobbie Read oraz James W. Tyson. Montażem zajęli się Chris Lebenzon oraz Billy Weber, natomiast za efekty specjalne odpowiadał Gary Gutierrez.

## Muzyka
Ścieżkę dźwiękową do filmu skomponował Harold Faltermeyer. Stała się jedną z najpopularniejszych ścieżek dźwiękowych, osiągając 9 razy platynowy certyfikat i utrzymując się przez pięć tygodni na pierwszym miejscu zestawienia Billboard 200. Nad kilkoma piosenkami, w tym nad nagrodzonym Oscarem utworem „Take My Breath Away” wykonanym przez zespół Berlin, pracowali także Giorgio Moroder i Tom Whitlock. Ponadto Kenny Loggins wykonał piosenki „Playing with the Boys” oraz „Danger Zone”.
| Top Gun: Original Motion Picture Soundtrack – 1986 | Top Gun: Original Motion Picture Soundtrack – 1986 | Top Gun: Original Motion Picture Soundtrack – 1986 |
| Nr                                                 | Tytuł utworu                                       | Długość                                            |
| -------------------------------------------------- | -------------------------------------------------- | -------------------------------------------------- |
| 1.                                                 | „Danger Zone”                                      | 3:36                                               |
| 2.                                                 | „Mighty Wings”                                     | 3:51                                               |
| 3.                                                 | „Playing with the Boys”                            | 3:59                                               |
| 4.                                                 | „Lead Me On”                                       | 3:47                                               |
| 5.                                                 | „Take My Breath Away”                              | 4:11                                               |
| 6.                                                 | „Hot Summer Nights”                                | 3:38                                               |
| 7.                                                 | „Heaven in Your Eyes”                              | 4:04                                               |
| 8.                                                 | „Through the Fire”                                 | 3:46                                               |
| 9.                                                 | „Destination Unknown”                              | 3:48                                               |
| 10.                                                | „Top Gun Anthem”                                   | 4:12                                               |
|                                                    |                                                    | 38:52                                              |

## Wydanie
Światowa premiera filmu Top Gun odbyła się 12 maja 1986 roku w Nowym Jorku. Dla szerszej publiczności w Stanach Zjednoczonych zadebiutował 16 maja 1986 roku. 8 lutego 2013 roku produkcja ponownie trafiła do kin, tym razem w formacie IMAX 3D. 14 maja 2021 roku trafił ponownie na ekrany kin.
Film stał się najlepiej sprzedającą się kasetą wideo po wydaniu na tym nośniku. Łączna liczba sprzedanych egzemplarzy to 2,9 miliona. 21 października 1998 roku produkcja została wydana na DVD, a 29 lipca 2008 roku na Blu-ray. Wersja 4K Ultra HD zadebiutowała 19 maja 2020 roku.

## Odbiór

### Box office
Film szybko stał się sukcesem i był najlepiej zarabiającym filmem 1986 roku. Liczba kin, w których był wyświetlany spadła poniżej tej z tygodnia otwarcia dopiero po sześciu miesiącach. W weekend otwarcia w Stanach Zjednoczonych zarobił 8,2 miliona dolarów, a łączny przychód na całym świecie wyniósł 353,8 miliona dolarów.
Dzięki wydaniu w formacie IMAX w 2013 roku produkcja zarobiła dodatkowe 3 miliony dolarów, a po ponownej premierze filmu w 2021 roku ponad 490 tysięcy dolarów, co podniosło łączny przychód z filmu do 357,3 miliona dolarów.

### Reakcje krytyków
Film spotkał się z mieszanymi recenzjami krytyków. W serwisie Rotten Tomatoes 58% z 76 recenzji uznano za pozytywne, a średnia ocen wystawionych na ich podstawie wyniosła 6,0/10. W agregatorze Metacritic średnia ważona ocen z 15 recenzji wyniosła 50 punktów na 100 punktów. Natomiast według serwisu CinemaScore, zajmującego się mierzeniem atrakcyjności filmów w Stanach Zjednoczonych, publiczność przyznała mu ocenę „A” w skali od A+ do F.
Roger Ebert z „Chicago Sun-Times” przyznał filmowi 2,5 gwiazdki na 4, mówiąc, że „filmy takie jak Top Gun są trudne do zrecenzowania, ponieważ ich dobre fragmenty są tak dobre, a złe tak bezlitosne”. Duane Byrge z „The Hollywood Reporter” stwierdził, że „Przepełniony humorem i szybką akcją scenariusz Jima Casha i Jacka Eppsa Jr. zmierza w stronę łatwizny, ale z właściwych powodów komercyjnych”. Pochwalił też reżyserię, efekty specjalne oraz sekwencje lotnicze. Walter Goodman w recenzji dla „The New York Timesa” pisał, iż „Mimo że bitwy powietrzne są efektywnie wykonane, to wypadają jakoś niesatysfakcjonująco”. Adam Smith z magazynu „Empire” wystawił 4 gwiazdki z 5 możliwych i uznał, że „Top Gun to nie tyle film w konwencjonalnym tego słowa znaczeniu, ile raczej eskalująca seria mistrzowsko wykonanych reklam: motocykle, lotniskowce i samoloty wyglądają tak, jakby zostały nakręcone dla wyjątkowo jaskrawej kampanii piwa” oraz że „nie do końca jest to klasyka kina, ale stała się ikoną kultury”. Jay Scott w recenzji dla kanadyjskiego „The Globe and Mail” twierdził, że „Pełen blasku i pusty w treści, Top Gun jest filmem wojennym rodem z lat czterdziestych, upiększonym malarskimi zdjęciami, Dolby Stereo i montażem o szybkości karabinu maszynowego”.
Agnieszka Stasiowska na łamach film.org.pl uznała, że „Niezależnie od tego, jakie były jego założenia, niezależnie od tego, jak można go interpretować, jest to bardzo dobrze nakręcony film akcji. Bez zadęcia, bez dłużyzn, bez niepotrzebnego filozofowania umiejętnie wykorzystuje nieskomplikowaną historię, żeby wzbudzić równie nieskomplikowane emocje”.

## Nagrody i nominacje
| Nagroda                                | Kategoria                                                             | Nominowani                                                          | Wynik     | Źródło |
| -------------------------------------- | --------------------------------------------------------------------- | ------------------------------------------------------------------- | --------- | ------ |
| Nagroda Akademii Filmowej              | Najlepszy montaż                                                      | Billy Weber i Chris Lebenzon                                        | Nominacja | [ 68 ] |
| Nagroda Akademii Filmowej              | Najlepsza piosenka oryginalna                                         | „Take My Breath Away”                                               | Wygrana   | [ 68 ] |
| Nagroda Akademii Filmowej              | Najlepszy dźwięk                                                      | Donald O. Mitchell, Kevin O’Connell, Rick Kline i William B. Kaplan | Nominacja | [ 68 ] |
| Nagroda Akademii Filmowej              | Najlepszy montaż dźwięku                                              | Cecelia Hall i George Watters II                                    | Nominacja | [ 68 ] |
| ASCAP Film and Television Music Awards | Top Box Office Films                                                  | Harold Faltermeyer                                                  | Wygrana   | [ 69 ] |
| ASCAP Film and Television Music Awards | Najczęściej wykonywana piosenka filmowa                               | „Take My Breath Away”                                               | Wygrana   | [ 70 ] |
| Brit Awards                            | Najlepsza ścieżka dźwiękowa                                           | Top Gun                                                             | Wygrana   | [ 71 ] |
| Złoty Glob                             | Najlepsza muzyka                                                      | Harold Faltermeyer                                                  | Nominacja | [ 72 ] |
| Złoty Glob                             | Najlepsza piosenka oryginalna                                         | „Take My Breath Away”                                               | Wygrana   | [ 72 ] |
| Nagroda Grammy                         | Najlepszy instrumentalny występ popowy (orkiestra, grupa lub solista) | „Top Gun Anthem” – Harold Faltermeyer i Steve Stevens               | Wygrana   | [ 73 ] |
| Japan Academy Film Prize               | Wybitny film zagraniczny                                              | Top Gun                                                             | Nominacja | [ 74 ] |
| National Film Preservation Board       | National Film Registry                                                | Top Gun                                                             | Wpisane   | [ 75 ] |
| People’s Choice Awards                 | Ulubiony film                                                         | Top Gun                                                             | Wygrana   | [ 76 ] |

## Kontynuacje
Pierwsze informacje, że aktywnie rozwijany jest sequel filmu pojawiły się w 2010 roku. We wrześniu 2014 roku ujawniono, że trwają rozmowy z Justinem Marksem w sprawie napisania przez niego scenariusza, co zostało potwierdzone w czerwcu następnego roku. W maju 2017 roku, podczas trasy promocyjnej dla Mumia, Cruise potwierdził, że kontynuacja Top Gun rozpocznie zdjęcia w 2018 roku. W czerwcu tego samego roku powiedział, że tytuł filmu będzie brzmiał „Top Gun: Maverick” oraz że Faltermeyer powróci jako kompozytor. Później w tym samym miesiącu ogłoszono, że Joseph Kosinski będzie reżyserem, a Kilmer powtórzy rolę Icemana. Film miał premierę w maju 2022 roku. W styczniu 2024 ujawniono, że w produkcji jest kolejna część z serii.